# چوپفنبرگ
چوپفنبرگ (به لاتین: Chöpfenberg) یک کوه در سوئیس است که در کانتون گلاروس واقع شده‌است. چوپفنبرگ ۱٬۸۹۶ متر بالاتر از سطح دریا واقع شده‌است.